# Moscou (Toulouse)
Pour les articles homonymes, voir Moscou (homonymie).
Moscou est un quartier résidentiel de Toulouse situé à l’est du centre ville, près du canal du Midi.